# Koos van den Berg
Jacobus Teunis (Koos) van den Berg ('s-Gravenhage, 18 september 1942 – Nunspeet, 21 april 2020) was een Nederlands politicus voor de Staatkundig Gereformeerde Partij (SGP).

## Biografie
Van den Berg was een waterstaatdeskundige die promoveerde op de dissertatie Waterschap en functionele decentralisatie, inzake de plaats van het waterschap in het Nederlands rechtsbestel. Hij werkte van 1971 tot 1986 bij de provincie Overijssel als adjunct-griffier.
In 1986 werd Van den Berg Tweede Kamerlid voor de SGP. Hier had hij onder meer binnenlands bestuur, defensie en volkshuisvesting in zijn portefeuille. Van den Berg was voorvechter van het recht van de Kamervoorzitter om ongepaste taal van Kamerleden uit de Handelingen te schrappen. Zo steunde in 1993 een meerderheid van de Tweede Kamer hem, maar bij een nieuwe herziening van het Reglement van Orde in 2001 verdween die mogelijkheid alsnog. In 2002 verliet Van den Berg de Tweede Kamer.
Van den Berg was voorzitter van de commissie die vanaf november 2006 vermeende misstanden tijdens verhoren van de Nederlandse militairen in Afghanistan (2003) onderzocht. De commissie was ingesteld op last van minister Kamp van Defensie. Op 18 juni 2007 was de conclusie van de commissie-Van den Berg dat er geen gevangenen waren gemarteld. Van den Berg was ook voorzitter van de CBOB, de Christelijke Bond van Ondernemers in de Binnenvaart.

## Persoonlijk
Van den Berg was getrouwd, vader van vier kinderen, opa en woonachtig in Nunspeet. Hij was ouderling bij de plaatselijke Gereformeerde Gemeenten. Van den Berg overleed in 2020 op 77-jarige leeftijd aan complicaties na besmetting met het coronavirus.

## Onderscheiding
- Ridder in de Orde van Oranje-Nassau (22 mei 2002)

- Gemeinsame Normdatei: 124206069
- International Standard Name Identifier: 0000 0000 7867 1980
- Library of Congress Control Number: n94031343
- Nederlandse Thesaurus van Auteursnamen: 069282595
- Parlement.com: vg09llo3luxj
- Virtual International Authority File: 3399263
- WorldCat: E39PBJdx7DKbyCkFqBPTTYj6Kd